# John Earman
John Earman (1942) é um filósofo da física estadunidense.
É professor emérito do Departamento de História e Filosofia da Ciência da Universidade de Pittsburgh. Lecionou na Universidade da Califórnia em Los Angeles, na Universidade Rockefeller e na Universidade de Minnesota, e foi presidente da Associação de Filosofia da Ciência. Obteve o PhD na Universidade de Princeton em 1968. Earman é membro do corpo editorial dos periódicos Studies in History and Philosophy of Modern Physics e Physics in Perspective.

## Obras
- A Primer on Determinism
- World Enough and Spacetime: Absolute vs. Relational Theories of Space and Time
- Bayes or Bust: A Critical Examination of Bayesian Confirmation Theory
- Bangs, Crunches, Whimpers and Shrieks: Singularities and Acausalities in Relativistic Spacetimes
- Hume's Abject Failure: The Argument Against Miracles

### Obras em execução
- "Do the Laws of Physics Forbid the Operation of a Time Machine?" (with Christopher Smeenk).
- "The Emperor's New Theory: The Semantic/Models View of Theories."
- "Sharpening the Electromagnetic Arrow(s) of Time."
- "Pruning Some Branches from 'Branching Spacetimes'."
- "Models for an Evolving Block Universe."[3]